# Robert Suwaj
Robert Suwaj – polski prawnik, profesor nauk społecznych w dyscyplinie nauki prawne, profesor uczelni i kierownik Zakładu Prawa Administracyjnego i Nauki o Politykach Publicznych Wydziału Administracji i Nauk Społecznych Politechniki Warszawskiej.

## Życiorys
W 1997 ukończył studia prawnicze w Filii Uniwersytetu Warszawskiego w Białymstoku, natomiast 27 czerwca 2003 obronił pracę doktorską Administracyjne postępowanie dowodowe w świetle przepisów Kodeksu postępowania administracyjnego, 24 kwietnia 2015 habilitował się na podstawie oceny dorobku naukowego i pracy zatytułowanej Sądowa ochrona przed bezczynnością administracji publicznej. Od 1 października 2000 r. został zatrudniony w Katedrze Prawa Administracyjnego na Wydziale Prawa Uniwersytetu w Białymstoku, najpierw jako asystent, później jako adiunkt. 
W roku 2015 objął funkcję profesora nadzwyczajnego w Zakładzie Prawa Administracyjnego i Nauki o Politykach Publicznych na Wydziale Administracji i Nauk Społecznych Politechniki Warszawskiej. W 2024 otrzymał tytuł profesora nauk społecznych w dyscyplinie nauki prawne.
W latach 2016–2018 był kierownikiem Zakładu Prawa i Administracji Wydziału Administracji i Nauk Społecznych Politechniki Warszawskiej.

## Najważniejsze publikacje
- 2005 Postępowanie dowodowe w świetle przepisów kodeksu postępowania administracyjnego. Ostrołęka
- 2009: Judycjalizacja postępowania administracyjnego. Warszawa
- 2014: Sądowa kontrola bezczynności administracji publicznej. Warszawa
- 2019: Kodeks postępowania administracyjnego. Wzory pism i dokumentów. Warszawa
- 2019: Wydawanie decyzji administracyjnych w ogólnym postępowaniu administracyjnym. Warszawa
- 2021: Zasady nakładania administracyjnych kar pieniężnych. Warszawa